# Blastobasis
Blastobasis một chi đặc trưng của họ Blastobasidae.

## Loài đặc trưng
Các loài thuộc chi này gồm:
| - Blastobasis adustella Walsingham, 1894 - Blastobasis bassii Sinev & Karsholt, 2004 - Blastobasis centralasiae Sinev, 2007 - Blastobasis decolorella Wollaston, 1858 - Blastobasis desertarum (Wollaston, 1858) - Blastobasis divisus (Walsingham, 1894) - Blastobasis evanescens Walsingham, 1901 - Blastobasis exclusa (Walsingham, 1908) - Blastobasis fuscomaculella Ragonot, 1879 - Blastobasis helleri Rebel, 1910 - Blastobasis huemeri Sinev, 1994 - Blastobasis inana (Butler, 1881) - Blastobasis insularis (Wollaston, 1858) - Blastobasis lacticolella Rebel, 1940 - Blastobasis laurisilvae Sinev & Karsholt, 2004 - Blastobasis lavernella Walsingham, 1894 - Blastobasis luteella Sinev & Karsholt, 2004 - Blastobasis magna Amsel, 1952 - Blastobasis marmorosella (Wollaston, 1858) - Blastobasis maroccanella Amsel, 1952 - Blastobasis mnemosynella Millière, 1876 | - Blastobasis nigromaculata (Wollaston, 1858) - Blastobasis ochreopalpella (Wollaston, 1858) - Blastobasis phycidella (Zeller, 1839) - Blastobasis pica (Walsingham, 1894) - Blastobasis ponticella Sinev, 2007 - Blastobasis rebeli Sinev & Karsholt, 2004 - Blastobasis roscidella (Zeller, 1847) - Blastobasis rosmarinella Walsingham, 1901 - Blastobasis rubiginosella Rebel, 1896 - Blastobasis salebrosella Rebel, 1940 - Blastobasis serradaguae Sinev & Karsholt, 2004 - Blastobasis spectabilella Rebel, 1940 - Blastobasis splendens Sinev & Karsholt, 2004 - Blastobasis subdivisus Sinev & Karsholt, 2004 - Blastobasis velutina Walsingham, 1908 - Blastobasis virgatella Sinev & Karsholt, 2004 - Blastobasis vittata (Wollaston, 1858) - Blastobasis walsinghami Sinev & Karsholt, 2004 - Blastobasis wolffi Sinev & Karsholt, 2004 - Blastobasis wollastoni Sinev & Karsholt, 2004 |

## Footnotes
1. ↑  Wikispecies (2008-MAY-02)
2. ↑  Pitkin & Jenkins (2004), ToL (2008), và see references in Savela (2001)
3. ↑  FE (2009), và see references in Savela (2001)